# Saburō Ishikura
Saburō Ishikura (jap. 石倉 三郎, Ishikura Saburō; * 16. Dezember 1946 in der Präfektur Kagawa, Japan als 石原 三郎, Ishihara Saburō) ist ein japanischer Schauspieler, der vor allem durch seine Rolle als Berater Ishikura in der Sendung Takeshi’s Castle in Europa bekannt wurde.

## Leben
Seine Karriere begann mit der Serie Usawa no keiji: Tomy & Matsu. Nach einigen kleineren Rollen wirkte er später bei mehreren Filmen von Takeshi Kitano mit. Die erste gemeinsame Zusammenarbeit fand bei beiden als Schauspieler im Spielfilm Tränen hinter dem Lachen (Kanashii kibun de joke) unter dem Regisseur Masaharu Segawa im Jahre 1985 statt, hier verkörperte er die Nebenrolle Rokusuke Sagawa statt. Einige weitere bekannte Filme ihrer Zusammenarbeit mit Takeshi Kitano als Regisseur sind Asakusa Kid aus dem Jahre 2002 in dem er den Boss Ogi verkörperte und Zatoichi – Der blinde Samurai aus dem Jahre 2003.
In der Sendung Takeshi’s Castle übernahm er für 44 Folgen die Rolle des verschlagenen Beraters Ishikura und arrangierte im Auftrag des Fürsten alle Spiele, bis er in die Ungnade des Fürsten fiel und durch Sonommama Higashi ersetzt wurde.
Im Jahr 2001 spielte er die Rolle von Kumagoro in dem preisgekrönten Film Kah-chan. Dieser wurde mit dem Award of the Japanese Academy und dem Nikkan Sports Film Award ausgezeichnet. In der 40-teiligen Serie Obanzai! spielte er im Jahr 2007 die Rolle von Tako.

## Filmografie
- 1979: Usawa no keiji: Tomy & Matsu (Serie)
- 1983: The Catch
- 1983: Tora-san Goes Religious?
- 1984: Kazoku geemu II
- 1985: Tränen hinter dem Lachen
- 1986: Takeshi’s Castle
- 1987: Hachi-ko
- 1989: Orugoru
- 1993: Run (Mini-Serie)
- 1996: The 8-Tomb Village
- 2000: Return of Happiness
- 2001: Kah-chan
- 2002: Asakusa Kid
- 2003: Zatoichi – Der blinde Samurai
- 2006: The Inugamis
- 2007: Obanzai! (Serie)
- 2008: Geisha Koharu Nê san funtôki 5: Wakaremai satsujin jiken (Fernsehfilm)